# Къде е Маги?
„Къде е Маги?“ е български драматичен сериал с криминални елементи, римейк на чилийския сериал "¿Dónde está Elisa?" от 2009 г. Той е шестият сериал на bTV и е първият от т.нар. „втора вълна“ български сериали на телевизията. "Къде е Маги?" е семейна драма, проследяваща историята на три семейства – една голяма фамилия. Филмът разкрива множество истини за чисто човешките взаимоотношения и тези между поколенията. Изпълнителен продуцент на сериала е bTV Studios, марка на MediaPro Entertainment.

## История
Историята проследява живота и отношенията между членовете на три семейства. Нещата се променят, когато дъщерята на едно от тях изчезва. Това събитие преобръща ежедневието, душевността и мислите на хората, чиито вътрешен и външен мир са свързани пряко или косвено със съдбата на момичето. Търсенето на физически следи се превръща в търсене на много други истини – за истинските нужди и битките на младите, за силата на личните чувства и желания, за взаимоотношенията между близки хора, родители и деца, както и за свободата на духа и независимостта.

## Eпизоди

### Оригинално излъчване
| Сезон | Сезон | Час на излъчване              | ТВ Сезон    | Епизоди | Премиера          | Финал             | Времетраене                  |
| ----- | ----- | ----------------------------- | ----------- | ------- | ----------------- | ----------------- | ---------------------------- |
|       | 1     | Понеделник-Петък, 20:00       | 2012 (есен) | 5       | 10 септември 2012 | 14 септември 2012 | 45 минути                    |
|       | 1     | Вторник-Четвъртък, 20:00      | 2012 (есен) | 6       | 18 септември 2012 | 27 септември 2012 | 45 минути                    |
|       | 1     | Вторник-Сряда и Неделя, 20:00 | 2012 (есен) | 4       | 2 октомври 2012   | 7 октомври 2012   | 45 минути                    |
|       | 1     | Неделя, 20:00                 | 2012 (есен) | 8       | 14 октомври 2012  | 4 ноември 2012    | 45 минути (двойно излъчване) |
|       | 1     | Неделя, 22:30                 | 2012 (есен) | 12      | 11 ноември 2012   | 16 декември 2012  | 45 минути (двойно излъчване) |
|       | 1     | Неделя, 22:30                 | 2013 (зима) | 16      | 6 януари 2013     | 24 февруари 2013  | 45 минути (двойно излъчване) |

Сериалът няколко пъти променя дните и часа на излъчване. Епизоди от 1 до 5 включително са излъчени в първата седмица всеки делник от 20:00 часа. Първи епизод е с продължителност 90 минути (без рекламите). Епизоди от 6 до 11 включително са излъчени през втората и третата седмица във вторник, сряда и четвъртък от 20 до 21 часа. Епизодите от 12 до 15 включително се излъчват през третата седмица във вторник и сряда от 20 до 21 часа (епизоди 12 и 13) и в неделя от 20 до 22 часа (епизоди 14 и 15). От епизод 16 сериалът започва да се излъчва само в неделя от 20 до 22 часа по 2 епизода. От 11 ноември (епизоди 24 и 25) сериалът отново е с променен ден и час на излъчване – неделя от 22:30 часа. Сериалът спира да се излъчва на 16 декември 2012. След зимното прекъсване сериалът се завръща. Първият епизод за 2013 година е излъчен на 6 януари, неделя, като часът на излъчване се запазва – 22:30 часа.

#### Рейтинг
Първият епизод на сериала е гледан средно от 1 074 000 души или малко над 45% от аудиторията, което е най-слабият старт на български сериал в ефира на bTV. От bTV заявяват, че сериалът „постигна отлични резултати за ранния старт на есенния ТВ сезон“.
През целия месец септември 2012 година "Къде е Маги?" се нарежда на 13-о място в класацията Топ 50 програми с рейтинг от 11,3%, и близо 32% дял. С този резултат "Къде е Маги?" е по-малко гледан от Столичани в повече и Седем часа разлика, но по-гледан от Домашен арест и новия сезон на реалитито Вип Брадър (наредило се на 18 място с рейтинг 9,52%).
Причината за свалянето на сериала от праймтайма е стартът на турския сериал Великолепният век по ТВ 7, чиито първи епизоди надминаха по рейтинг „Къде е Маги“.
Според класацията за 50-те най-гледани ТВ програми за месец октомври 2012, "Къде е Маги?" се нарежда на 2 места – едно по време, когато сериалът се излъчвал във вторник, сряда и неделя и едно място за периода от време, когато сериалът се е излъчвал само в неделя. На 14-о място се нареждат епизодите на сериала, излъчени във вторник, сряда и неделя с рейтинг 9,4% и дял от 23,92% и изпреварват новия сезон на реалитито Вип Брадър (наредило се на 17 място с рейтинг 8,31%). Епизодите, които са се излъчвали само в неделя, са по-малко гледани и се нареждат на 19-о място с рейтинг от 7,78% и дял от 21,86%. „Къде е Маги“ става най-малко гледаният български сериал на телевизията. Вероятно и заради по-слабите резултати през месеца, от 11 ноември 2012 г. сериалът е преместен в късния праймтайм - неделя от 22:30 часа.
През ноември 2012 в Топ 50 на най-гледаните ТВ програми за месеца се нареждат само епизодите, излъчени на 4 ноември (20-21 ч. и 21-22 ч.) съответно на 19-о и 29-о място. Епизодът от 20 часа е бил гледан от 630 хил. зрители и е с пазарен дял малко над 23%, а този от 21 часа е гледан от 532 хил. зрители и дял от 22,1%. От 11 ноември сериалът се излъчва вече в неделя от 22:30 часа. Епизодите, излъчени в този часови слот след промяната, не попадат в Топ 50 на най-гледаните ТВ програми за месеца. С това "Къде е Маги?" става най-малко гледаният български сериал на телевизията и първият от тях, чиито епизоди изпадат от Топ 50. Има съмнения, че този провал се дължи изцяло на честите промени в часа за излъчване.

### В чужбина
Къде е Маги? е българска версия на чилийския сериал „¿Dónde está Elisa?“. Излъчват се местни версии в САЩ, Никарагуа, Венецуела, Грузия, Франция, Испания, Армения, Хърватия, Еквадор, Перу, Мексико, Латвия, Полша, Иран, Румъния, Филипините, Унгария и Чехия

## Актьорски състав и герои
Внимание:  Текстът по-долу разкрива сюжета на произведението (или части от него)!

### Главни герои
- Георги Стайков – Радослав Табаков; съпруг на Вяра, брат на Катерина и Ива, баща на Маги, Лора и Калина, бизнесмен, съдружник на Катерина и Никола, изневерява с Лили, обвинен и задържан за отвличането на Маги, освободен, прави обит за убийство на Бранко в затвора, приютява Яна и Георги след смъртта на баща им и ареста на майка им
- София Кузева – Вяра Табакова; съпруга на Радослав, майка на Маги, Лора и Калина, домакиня, изневерява с Андрей, приютява Яна и Георги след смъртта на баща им и ареста на майка им
- Евелин Костова – Маги Табакова; дете на Радослав и Вяра, сестра на Лора и Калина, ученичка, спи с Бранко, отвлечена от Бранко, застреляна от Катерина, умира след като е застреляна от Катерина
- Илианна Сербезова – Лора Табакова; дете на Радослав и Вяра, сестра на Калина и Маги
- Валери Пахарска – Калина Табакова; дете на Радослав и Вяра, сестра на Лора и Маги, ученичка
- Параскева Джукелова – Катерина Андонова; съпруга на Бранко, сестра на Радослав и Ива, майка на Яна и Георги, съдружник на Радослав и Никола, изневерява с Никола, застрелва Маги, убива Бранко, арестувана, прави опит да заведе дело за пращане на Яна в интернат докато тя е в ареста и Георги навърши 18 години
- Атанас Сребрев – Бранимир Андонов (Бранко); съпруг на Катерина, баща на Яна и Георги, архитект, изневерява с проститутки и Маги, отвлича Маги, обвинен и задържан за отвличането и застрелването на Маги, прави самопризнание за отвличането и застрелването на Маги, умира след като е наръган с нож от Катерина
- Елизабет Марангозова – Яна Андонова; дете на Бранимир и Катерина, сестра на Георги, ученичка
- Борис Лазаров – Георги Андонов; дете на Бранимир и Катерина, брат на Яна, ученик
- Маргита Гошева – Ива Илиева; съпруга на д-р Константин Илиев, по-малка сестра на Радослав и Катерина, архитект, манипулирана от Юлия, забременява
- Владимир Люцканов – доктор Константин Илиев (Косьо); съпруг на Ива, хирург, изневерил с Юлия, зависим, манипулиран от Юлия
- Александър Недялков – Димитър Илиев (Дими); син на Ива и Константин, ученик
- Иван Бърнев – Андрей Чернев, разследващ полицай, любовник на Полина, влюбен и имащ връзка с Вяра
- Виктория Терзийска – Полина Павлова; разследващ полицай, партньор на Андрей Чернев, любовница на Андрей
- Александър Димитров – Никола Емилов; съдружник и приятел на Радослав и Катерина, любовник на Катерина

### Второстепенни герои
- Симона Халачева – Лили Младенова; бивша секретарка в Холдинг Табакови (уволнена е и е назначена на работа във фирмата на Бранко); преспива с Радослав
- Мариана Жикич – Юлия Недева (Джулс); най-добра приятелка на Ива, преспала с Костантин, манипулира Константин и Ива и се опитва да ги раздели
- Христо Шопов – Румен Алексиев; психотерапевт на Юлия и Андрей
- Светломир Радев – Цанков; полицай
- Юрий Рахнев – Наков; полицай
- Явор Спасов – Нешев; полицай